# All Good Things (Come to an End)
«All Good Things (Come to an End)» en español: «Todas las cosas buenas (llegan a un fin)» o simplemente "All Good Things" es una canción de la cantante pop y rap luso-canadiense Nelly Furtado incluida en su tercer disco, Loose (2006). La canción es la número 13 del disco y su duración es de 6:11 aunque en realidad a partir del minuto 5:11 el resto es silencio.
Fue producida en colaboración con Chris Martin, vocalista de la banda británica Coldplay. En un principio, su voz iba a estar incluida en la canción pero por petición de la discográfica de Martin, EMI, fue excluida. Sin embargo, en abril de 2006 la versión incluyendo a Martin fue filtrada en internet.
El 19 de septiembre de 2006 fue anunciada como nuevo sencillo del disco, fijándose como fecha de lanzamiento el día 3 de noviembre de 2006 en Alemania y el 20 de noviembre en Reino Unido, según HMV. All good things (Come to an end) fue el tercer sencillo en Europa y Asia, el cuarto en América del Norte y Oceanía y el sexto en Latinoamérica.
El día 7 de abril de 2007 la canción debutó en el #39 de Los 40 Principales de España, y alcanzó el día 14 de julio el número #1 de esa lista.
El 5 de junio fue lanzado como All Good Things (Come To An End) [Spanish Version] - Single por iTunes como la versión en español de este, que lleva por nombre en español "Lo bueno siempre tiene un final"
En la edición brasileña de Loose, contiene una versión con Diego Ferrero, integrante del grupo NX Zero canta algunas partes en portugués.

## Video
El Video musical fue publicado el 26 de octubre de 2006 en los canales de televisión de Reino Unido y en diversas páginas de internet. Fue rodado en Puerto Rico utilizando una nueva versión de 3'45 de duración. En él se puede ver a Nelly Furtado junto a un modelo masculino en la playa y en un bosque.
En la versión para Brasil aparece Diego Ferrero en un departamento.

## Créditos
- Baterías por Timbaland
- Teclados por Danja
- Guitarra por Dan Warner
- Coros de fondo por Nelly Furtado y Jim Beanz
- Grabación, ingeniero de audio y mezclados por Demacio "Demo" Castellón
- Segundos ingenieros por James Roach, Kobla Tetey, Ben Jost y Vadim Chislov
- Grabación adicional por Marcella "Ms. Lago" Araica
- Producción vocal por Jim Beanz
- Grabado en The Hit Factory, Miami, Florida
- Mezclado en Thomas Crown Studios, Virginia Beach, Virginia

## Formatos y lista de canciones
| Sencillo en CD (Reino Unido) 1. «All Good Things» (Come to an End) (radio edit) 2. «Maneater» (Radio 1 Live Lounge session) Maxi-CD 1. «All Good Things (Come to an End)» (radio mix) 2. «All Good Things (Come to an End)» (con Rea Garvey) 3. «No Hay Igual» (con Calle 13) 4. «All Good Things (Come to an End)» (video) | Maxi-CD (Europa y Alemania) 1. «All Good Things (Come to an End)» (radio edit) 2. «All Good Things (Come to an End)» (con Rea Garvey) 3. «Maneater» (Live Lounge Radio session) 4. «All Good Things» (Come to an End) (video) iTunes single 1. «All Good Things (Come to an End)» (radio edit) 2. «Maneater» (Radio 1 Live Lounge session) |

CD single (Australia)
- Duración total: 14:54

1. «All Good Things (Come to an End») (radio edit) – 4:25
2. «Maneater» (Radio 1 Live Lounge session) – 3:01
3. «No Hay Igual» (con Calle 13) – 3:41
4. «All Good Things (Come to an End) (video)» – 3:48

## Versiones
- «All Good Things (Come to an End)» (Main Version)
- «All Good Things (Come to an End)» (Radio Edit)
- «All Good Things (Come to an End)» (Instrumental)
- «All Good Things (Come to an End)» (Dave Audé Club Mix)
- «All Good Things (Come to an End)» (Dave Aude Audacious Dub)
- «All Good Things (Come to an End)» (Dave Aude Radio Mix)
- «All Good Things (Come to an End)» (Dave Aude Mixshow)
- «All Good Things (Come to an End)» (Kaskade Club Mix)
- «All Good Things (Come to an End)» (Kaskade Dub)
- «All Good Things (Come to an End)» (Kaskade Radio Mix)
- «All Good Things (Come to an End)» (Crystal Fake Bootleg Remix)
- «All Good Things (Come to an End)» (Goove & Groove House Remix)
- «All Good Things (Come to an End)» (DJ Little A Reggaeton Remix)
- «All Good Things (Come to an End)» (Zero Assoluto Italo Dance Mix) )

## Posiciones
| País (2006/2007)                   | Posición |
| ---------------------------------- | -------- |
| Austria                            | 1        |
| Bélgica Top 50                     | 1        |
| Holanda Mega Top 50                | 1        |
| Holanda Top 40                     | 1        |
| Europa                             | 1        |
| Alemania                           | 1        |
| Noruega                            | 1        |
| Portugal                           | 1        |
| España                             | 1        |
| Suiza                              | 1        |
| U.S. Billboard Hot Dance Club Play | 1        |
| Argentina                          | 2        |
| Australia                          | 12       |
| Canadá Hot 100                     | 5        |
| Francia                            | 6        |
| Irlanda                            | 8        |
| Nueva Zelanda                      | 12       |
| Suecia                             | 5        |
| Reino Unido                        | 4        |